# Johannes Hermanns
Johannes Hermanns (* in Geilenkirchen) ist ein deutscher Polizist und Polizeipräsident von Köln und Leverkusen mit Expertise für Clan- und Wirtschaftskriminalität. 

## Werdegang
1980 trat Hermanns als Polizeiwachtmeister in den Dienst bei der Polizei Nordrhein-Westfalen ein und begann seine Laufbahn als Streifenpolizist in der Düsseldorfer Altstadt, anschließend von 1991 bis 1997 in Köln. Danach studierte er an der Polizei-Führungsakademie in Hiltrup.
1999 kam er in den höheren Dienst beim Landeskriminalamt Nordrhein-Westfalen in Düsseldorf und übte dort verschiedene Leitungsfunktionen aus; unter anderem Dezernate mit den Schwerpunkten Wirtschafts- und Umweltkriminalität sowie Korruption. Fünf Jahre war er Dezernatsleiter des Leitungsstabes und baute dort die Innenrevision für das Landeskriminalamt mit auf und entwickelte das Behördencontrolling weiter. Weitere Stationen führten ihn zur Kreispolizeibehörde Mettmann und dem Landesamt für Ausbildung, Fortbildung und Personalangelegenheiten der Polizei des Landes Nordrhein-Westfalen (LAFP NRW). In Köln stieg er als Wirtschaftskriminalist in den gehobenen Dienst beim Polizeipräsidium Köln ein. Seit 1. Dezember 2020 war Hermanns Landeskriminaldirektor im Innenministerium und damit ranghöchster Kriminalbeamter in NRW. Dort wurde von ihm die Digitalisierung in der Kriminalpolizei weiter vorangetrieben. Zuständig war er sowohl für die kriminalpolizeiliche Fachaufsicht über das Landeskriminalamt und die 47 Kreispolizeibehörden als auch für die Umsetzung der Kriminalstrategie. Dazu zählte die Analyse der aktuellen Kriminalitätslage, die Bewertung der Kriminalitätsentwicklung sowie die Erarbeitung von Konzepten zur Kriminalitätsbekämpfung.
Am 4. Dezember 2023 wurde Hermanns in der Nachfolge von Falk Schnabel Polizeipräsident von Köln und Leverkusen.

## Privates
Hermanns wohnt in Haan im Kreis Mettmann, ist leidenschaftlicher Skifahrer, schaut gerne Wintersport, ist Anhänger des FC Bayern, reist gerne und liest, und zwar keine leichte Kost. Weitere Interessen sind Kunst und Kultur.